# Droge lading
Droge lading is een begrip dat stamt uit de tijd van de Evenredige Vrachtverdeling. Het ging daarbij om de wilde vaart: ongeregeld binnenlands beroepsvervoer van droge lading, dus niet voor:
- tankvaart
- eigen vervoer
- beurtvaart, afhaal- en besteldiensten
- bijzonder vervoer, officieel: beperkt ongeregeld vervoer, als van zand en grind

Ook in de huidige tijd wordt het begrip nog gebruikt, maar dan meer om het verschil met tankvaart aan te geven. 